# Earl of Angus’ Monument

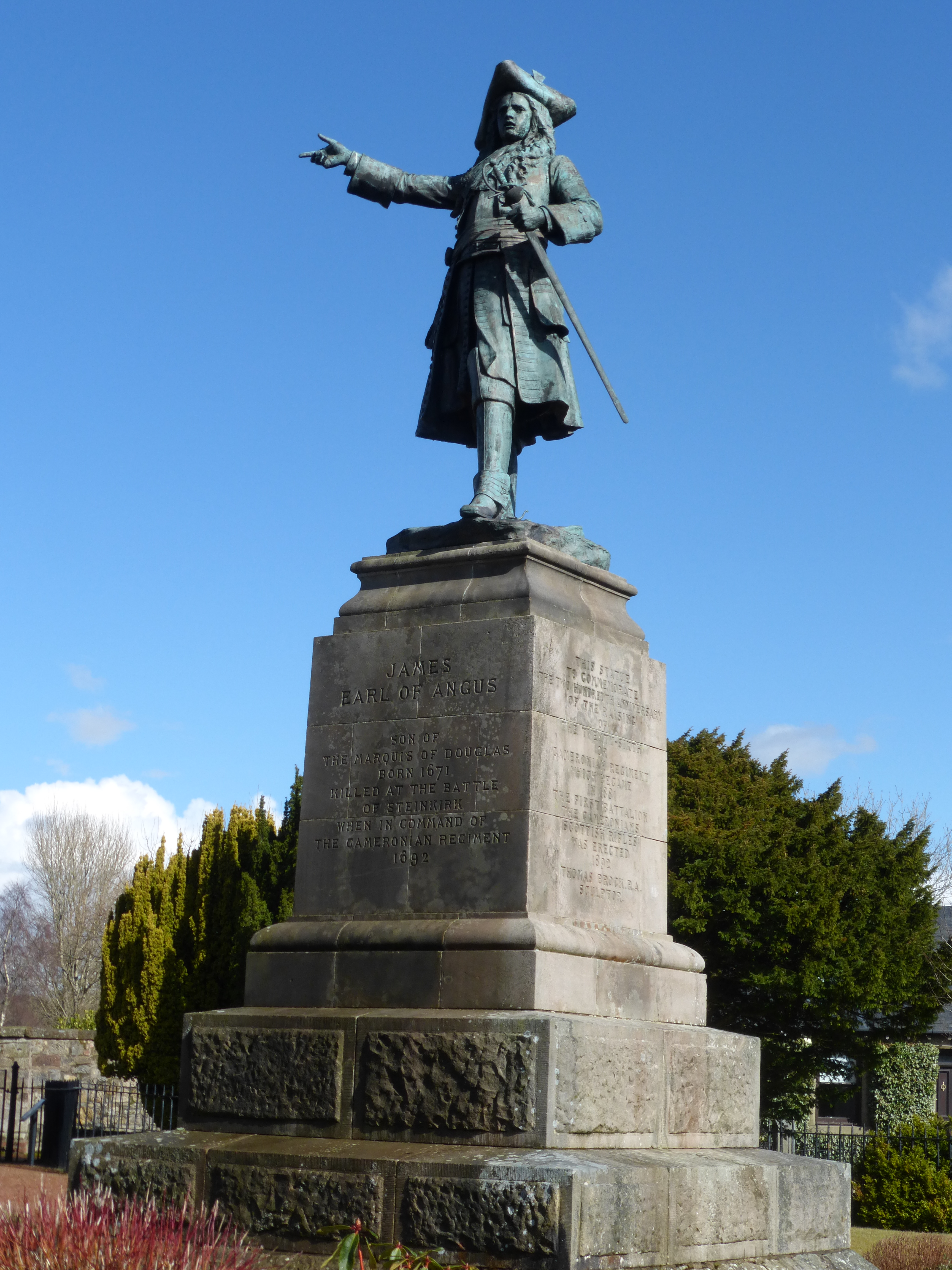
Earl of Angus’ Monument

Das Earl of Angus’ Monument ist ein Denkmal in der schottischen Ortschaft Douglas in der Council Area South Lanarkshire. 1971 wurde das Bauwerk in die schottischen Denkmallisten in der höchsten Denkmalkategorie A aufgenommen.

## Beschreibung
Das Denkmal befindet sich am Ostrand von Douglas nahe dem Ufer des Douglas Water. Es wurde 1892 zum 200. Jahrestag der Aufstellung der Cameronians durch James Douglas, Earl of Angus errichtet. Das Regiment der Cameronians wurde in der Nähe gemustert (siehe auch Low Parks Museum). Eine Inschrift im Sockel gibt den Anlass der Errichtung wieder.
Der englische Bildhauer Thomas Brock zeichnet für die Gestaltung des Earl of Angus’ Monument verantwortlich. Es besteht aus einer Bronzestatue des Earls, die auf einem Sockel ruht. In die Ostseite des Sockels ist das Abzeichen der Cameronians graviert. Das darunterliegende Fundament ist gestuft und als Bossenwerk gearbeitet. Ein Eisenzaun mit speerförmigen Abschlüssen umfriedet das Denkmal.